# Pré-en-Pail-Saint-Samson
Pré-en-Pail-Saint-Samson ist eine französische Gemeinde mit 2.300 Einwohnern (Stand: 1. Januar 2022) im Département Mayenne in der Region Pays de la Loire. Sie gehört zum Arrondissement Mayenne und zum Kanton Villaines-la-Juhel. 
Sie entstand mit Wirkung vom 1. Januar 2016 als Commune nouvelle durch die Zusammenlegung der früheren Gemeinden Saint-Samson und Pré-en-Pail. Die ehemaligen Gemeinden haben in der neuen Gemeinde den Status einer Commune déléguée.

## Gliederung
| Ortsteil                         | ehemaliger INSEE-Code | Fläche (km²) | Einwohnerzahl zum 1. Januar 2022 |
| -------------------------------- | --------------------- | ------------ | -------------------------------- |
| Pré-en-Pail (Verwaltungssitz)000 | 53185                 | 44,73        | 1.882                            |
| Saint-Samson                     | 53252                 | 13,49        | .0418                            |

## Lage
Die Gemeinde Pré-en-Pail.Saint-Samson liegt an der oberen Mayenne, 25 Kilometer westlich von Alençon. Nachbargemeinden sind Saint-Aignan-de-Couptrain und Saint-Calais-du-Désert im Nordwesten, Lignières-Orgères im Norden, Ciral im Nordosten, Lalacelle und Boulay-les-Ifs im Osten, Saint-Pierre-des-Nids im Südosten, Gesvres im Süden, Villepail im Südwesten und Saint-Cyr-en-Pail im Westen.